# 山东大学洪家楼校区
36°41′9″N 117°3′41″E / 36.68583°N 117.06139°E
山东大学洪家楼校区，也称山东大学东区老校，位于山东省济南市历城区洪家楼5号，洪家楼天主教堂东北侧，目前包括政治学与公共管理学院、法学院、外国语学院和艺术学院四个学院，由于该校园内花木繁多，被学生形象地称为“植物园”。

## 历史
该校区最早为始建于1936年的教会学校济南私立懿范女子中学，由美国的天主教玛利亚修女会所创办，其主要建筑为教学楼、学生宿舍和修女院，均采用灰砖，坡屋顶上覆以红瓦，另包括百余间平房，该校园与周边的洪家楼天主教堂、方济各会华北总修（道）院、方济圣母传教修女会院、方济各会仁慈堂、方济各会神甫修士宿舍等构成了济南的一处较大的天主教教会建筑群。
1948年后，懿范女子中学并入黎明中学（后成为公立济南中学），原校址改作山东省农学院校舍。1952年院校调整，山东省农学院与在青岛的山东大学农学院，南京大学园艺系、金陵大学园艺系、齐鲁大学农业专修科在济南重组为山东农学院（今山东农业大学）。1958年9月，按照山东省省委的决定，山东农学院迁往泰安搬离洪家楼校址，原在青岛办学的山东大学迁至济南，并以此处作为一处校址至今，其后在济南东郊利农庄原拟作山东农展馆的征地划拨山东大学，用以建设新校（即今日的山东大学中心校区）。

## 主要建筑
以下为早期建筑：
- 1号楼：建于1936年，原为懿范女子中学教学楼，地上两层、地下一层，与2号楼均为济南天主教方济各会第三会所建，坐北面南，采用“H”型平面，楼内教室均沿中间的走廊两侧布置[6]，今为政治学与公共管理学院所在地。
- 2号楼：建于1936年，原为懿范女子中学的学生宿舍和修女院，地上两层、地下一层[7]，2018年进行内部修缮之后闲置。

以下为后期陆续新建：
- 3号楼：原艺术学院所在地，现为山东大学附属中学教学楼。今在外国语学院北侧建有艺术学院新楼。
- 4号楼：法学院所在地，其东侧建有法学院新楼（逸夫法学楼）。2017年法学院搬迁至山东大学青岛校区，现为继续教育学院。
- 5号楼：山东大学图书馆政法分馆所在地。
- 6号楼：原哲学与社会发展学院所在地。
- 7号楼：外国语学院所在地。
- 8号楼：公共教学楼。
- 9号楼：原物理学院所在地。